# Santa Lúcia nos Jogos Pan-Americanos de 1999
Santa Lúcia competiu nos Jogos Pan-Americanos de 1999, em Winnipeg, no Canadá.